# Statensingel (Maastricht)
De Statensingel is een straat of singel aan de rand van het centrum van de Nederlandse stad Maastricht. De ongeveer 750 meter lange straat was oorspronkelijk langer; in 1985 werd de Frontensingel afgesplitst. De Statensingel is een schakel in de Maastrichtse singelring, hoewel de verkeersdruk na het omleggen van het Noorderbrugtracé enigszins is afgenomen. De straat heeft een gevarieerde bebouwing met onder andere herenhuizen en arbeiderswoningen.

## Naamgeving, ligging en verkeer
De Statensingel, het Statenkwartier en het voormalige bastion Staten-Generaal (bij de Verlengde Zakstraat) zijn alle genoemd naar de Staten-Generaal van de Nederlanden, die van 1632 tot 1794 (met kleine onderbrekingen) medeheer waren van het tweeherige Maastricht. De naam is gekozen naar analogie van andere singelnamen op de linker Maasoever, die eveneens verwijzen naar voormalige machthebbers: Prins Bisschopsingel, Hertogsingel en Fransensingel.
De Statensingel ligt in het westelijk deel van het Maastrichtse stadscentrum en vormt daar de grens tussen de centrumbuurt Statenkwartier en het Frontenkwartier in Maastricht-Noordwest. De singel is aangelegd op een helling, wat in het straatbeeld onder andere zichtbaar is door de trapsgewijs oplopende gevels. Het hoogteverschil bedraagt 18 meter: van 52 m NAP in het noordoosten tot 70 m NAP in het zuidwesten. De straat loopt min of meer in een rechte lijn tussen de Frontensingel in het noordoosten en het Koningin Emmaplein in het zuidwesten. De straat begint bij de T-kruising met de Maagdendries. Het eindpunt bij het Koningin Emmaplein is een rotonde, waar de Brusselsestraat, de Hertogsingel en de Sint Annalaan bij elkaar komen. Daartussen liggen aan beide zijden vier zijstraten, van noordoost naar zuidwest: Capucijnenstraat / Cabergerweg, Laagfrankrijk, Kazemattenstraat en (Verlengde) Zakstraat. Op de eerstgenoemde na, lopen deze straten naar het noorden toe dood op de Hoge Fronten.
De Statensingel was tot het verleggen van het Noorderbrugtracé in 2018 een van de drukste verkeerswegen van Maastricht. Doordat het verkeer vanaf de brug niet langer naar de singelring wordt geleid, is de drukte sterk afgenomen. De weg bestaat uit een middendeel voor het doorgaand verkeer met twee rijbanen, deels met voorsorteerstroken en busbanen, en twee ventwegen met voetpaden. De ventwegen doen tevens dienst als fietspaden en zijn voorzien van parkeerstroken. Tussen de hoofdrijbanen en de ventwegen staan bomen.

## Geschiedenis
De geschiedenis van het gebied rond de Statensingel loopt tot eind 19e eeuw parallel met die van de vesting Maastricht. Na de sloop van de vestingwerken werd de straat aangelegd als onderdeel van een rustige singelweg, die door de bouw van twee extra Maasbruggen in de tweede helft van de 20e eeuw transformeerde tot een van de hoofdverkeersstructuren in Maastricht.

### Vestinggordel (tot 1867)
Eind 13e eeuw bleek de eerste middeleeuwse stadsmuur te krap. Door de bouw van een tweede enceinte werden de langs de uitvalswegen ontstane voorsteden binnen de ommuurde stad gebracht. De muur was pas omstreeks 1500 voltooid. De muur had op de linker Maasoever een hoogte variërend van 6 tot 9 m en een lengte van 4,4 km (inclusief ca. 850 m bestaande muur, voornamelijk langs de Maasoever). In het westelijk deel kwamen twee nieuwe stadspoorten: de Brusselsepoort en de Lindenkruispoort. Daartussen bevonden zich zes waltorens. De namen van enkele torens zijn overgeleverd: de Kackenberch, de Crotentoren, de Boenentoren, de toren "der Hont", de "toren achter de Cellebroeders" en de Sint-Joristoren (de tweede toren vanaf de Lindenkruispoort). Die laatste namen vinden mogelijk hun verklaring in het feit dat elk klooster en kerspel, ook het Cellebroedersklooster en de Sint-Joriskapel, de taak had een deel van de hoofdwal te onderhouden en verdedigen. Aan de veldzijde lag een (droge) gracht, die min of meer het tracé van de huidige Statensingel volgde. In de 16e eeuw werden de muurtorens omgebouwd tot rondelen door ze te verlagen en vol te storten met aarde, zodat er zwaar geschut kon worden opgesteld. Op het Cellebroedersrondeel stond een bekend kanon, de 'Kwade Griet' ("'t geschut dye Quoede Gryt genant"). De stadsmuur werd aan de binnenzijde versterkt met een aarden wal, zodat deze beter bestand was tegen de sterk toegenomen vuurkracht van het geschut. Op twee plekken werden katten of caveliers opgeworpen: de kat Nassau en de kat Hoog Frankrijk. De katten waren voorzien van ondergrondse kruitmagazijnen. Bij de Lindenkruispoort en de Brusselsepoort bevonden zich kazernes.
Na de verovering van Maastricht door Frederik Hendrik werden in dit gebied diverse buitenwerken aangelegd, namelijk het hoornwerk bij de Brusselsepoort (A op de maquette hiernaast) en het hoornwerk Hoog Frankrijk. Later in de 17e eeuw kwamen daar enkele vrijliggende, bemuurde bastions bij: Maria en Oranje (B, C). Dat deze buitenwerken bij lange na niet voldeden bleek bij het beleg van 1673, toen de stad in minder dan twee weken door Lodewijk XIV werd ingenomen. De Franse vestingbouwer Vauban stelde diverse verbeteringen voor, waarvan tijdens de vijf jaar durende bezetting in het noordelijk deel van de Hoge Fronten de lunetten Condé en Orleans (D, E) werden gerealiseerd. In 1688 kwamen de bastions Saxen, Holstein en Dopff (F, G, H) gereed, naar plannen van toenmalig ingenieur-fortificatiemeester Daniël van Dopff (later militair gouverneur van Maastricht). Het Brusselsehoornwerk bleef gehandhaafd, maar werd uitgebreid met een ravelijn en een lunet (A1, A2). Op de door de Fransen omstreeks 1750 gebouwde Maquette van Maastricht zijn deze werken duidelijk te herkennen. Een kwart eeuw later zou het gebied onherkenbaar veranderd zijn.
In 1772 werd Carel Diederik du Moulin (1728-1793) directeur van het Departement van Fortificatiën van Overmaze, waaronder ook de vesting Maastricht ressorteerde. In de plannen van Du Moulin moest het merendeel van de hierboven opgesomde werken verdwijnen. Daarvoor in de plaats kwamen er vier nieuwe bastions: Louise, Prins Frederik, Stadhouder en Erfprins. De bastions Saxen en Holstein zouden worden gemoderniseerd. De plannen van Du Moulin werden vanaf 1773 uitgevoerd door zijn opvolger François de Veye. Eind 1777 waren de werkzaamheden voltooid. De Linie van Du Moulin gold daarna als ondoordringbaar.

### Singelweg (1867–1950)
Na de opheffing van de vestingstatus van Maastricht in 1867 werd de vesting in opdracht van het Ministerie van Oorlog ontmanteld, waarna de gronden werden overgedragen aan de Dienst der Registratie en Domeinen voor verdere sloop en herbestemming. De stadspoorten van Maastricht vielen onder de zeggenschap van het gemeentebestuur. De Brusselsepoort, de Lindenkruispoort en het daartussen gelegen deel van de walmuur werden tussen 1867 en 1874 afgebroken. Met het puin werd de stadsgracht opgevuld. Al in 1867 kwam de ontmantelingscommissie met een eerste schets voor de uitleg van de stad. De gemeente Maastricht volgde in hetzelfde jaar met een "Project van percees en boulevards". Beide gingen uit van een singel- of boulevardstructuur rondom de ontmantelde stad, zoals dat door de rijksingenieur F.W. van Gendt voor de meeste voormalige vestingsteden werd voorgesteld. Van Maastrichtse zijde waren achtereenvolgens de stadsarchitecten A. Cuypers, J.H. Nivel en vanaf 1873 W.J. Brender à Brandis verantwoordelijk voor de uitwerking van de plannen. Pas met laatstgenoemde kwam er schot in de plannen. Begonnen werd met het noordwestelijk deel, aangezien daar de belangrijkste industrieën gevestigd waren, die in die tijd in Maastricht het primaat hadden. Tussen 1874 en 1876 kwamen de huidige Statensingel, Frontensingel en Fransensingel tot stand. Van het zuidelijk deel van de 'boulevard' werd aanvankelijk slechts een klein deel in het Villapark aangelegd; de aanleg van de Hertogsingel moest tot 1891-93 wachten en het westelijk deel van de Prins Bisschopsingel tot 1920. Omstreeks 1900 werd de Cabergerweg aangelegd.
Aan de stadszijde van de Statensingel verrezen vanaf circa 1880 de eerste woningcomplexen voor arbeiders en beambten, die zo dicht mogelijk bij de fabrieken aan de Boschstraat en het Bassin gebouwd werden. Meer naar het zuiden kwamen herenhuizen en middenstandswoningen. Vanaf 1898 liep een stoomtramlijn door de nog grotendeels onbebouwde straat. Deze verbond het goederenstation Boschpoort via het tramstation aan het Koningin Emmaplein met Maasmechelen en Maaseik. De lijn leidde een kwakkelend bestaan en werd in 1943 opgeheven (zie ook: Buurtspoorwegen van de provincie Limburg). De noordzijde van de straat bleef tot eind jaren '20 onbebouwd, waarschijnlijk vanwege de vestingwerken met hun ondergrondse gangenstelsels, waarvan de sloop tijdrovend en kostbaar was. Voor het begin van de Tweede Wereldoorlog was de straat voltooid. Aan het einde van de oorlog verbleven veel Maastrichtenaren vanwege het voortdurend luchtalarm in de kazematten van de Hoge Fronten ("de katsj") achter de Statensingel; in de weken voor de bevrijding van Maastricht op 14 september 1944 min of meer permanent.

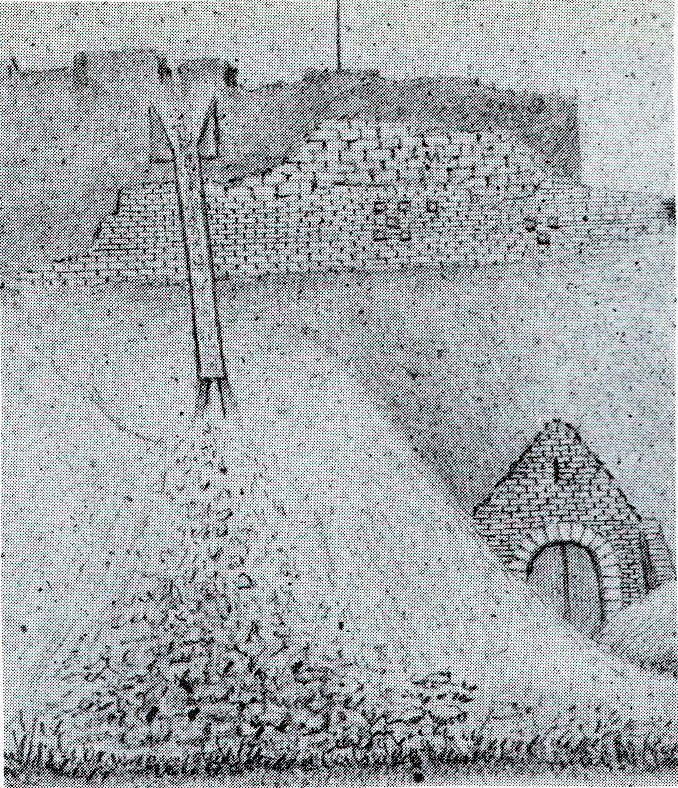
Sloop walmuur bij Hoog Frankrijk, ca. 1870
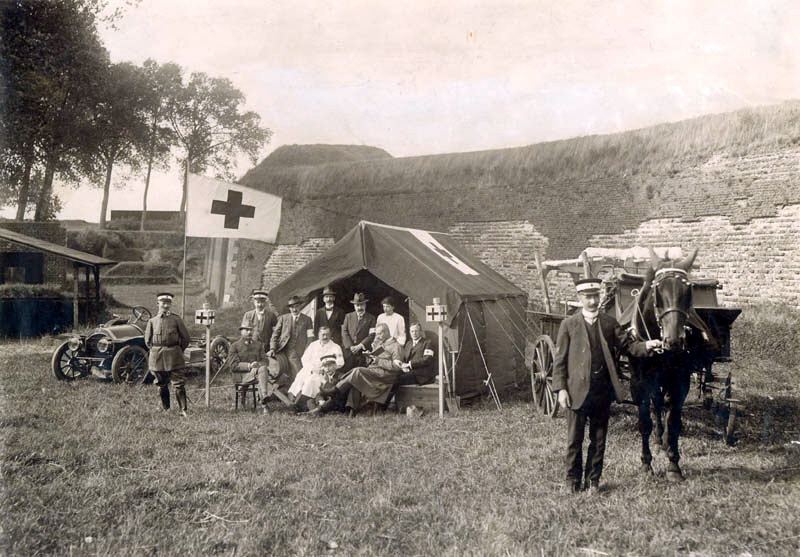
Rode Kruispost bij bastion Saxen, 1914
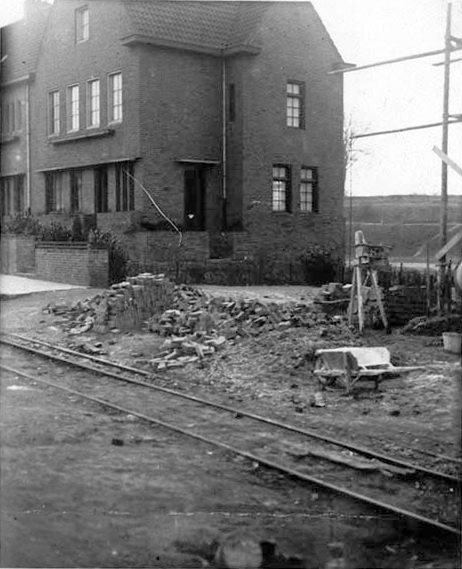
Tramspoor, jaren 1920
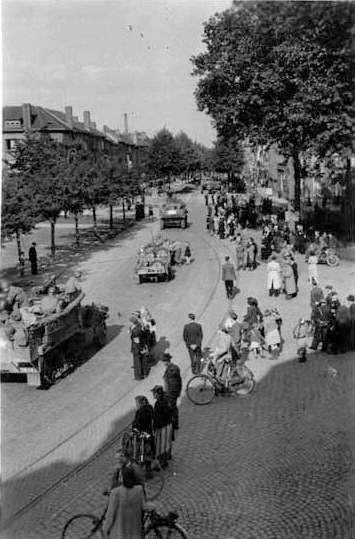
Amerikaanse colonne op de Statensingel, 1944

### Ring Maastricht (na 1950)
Door het toenemend autobezit werd het verkeer op de Statensingel vanaf de jaren 1950 geleidelijk intensiever. In 1964 werd de keibestrating vervangen door asfalt. Na de ingebruikname van de John F. Kennedybrug (1968) en de Noorderbrug (1984) was de Ring Maastricht gesloten en ging de Statensingel tot de drukste doorgaande wegen behoren. Het noordelijk deel van de Statensingel kreeg bij die gelegenheid de naam Frontensingel. In 2010 werd een milieuzone ingesteld om vervuilende vrachtwagens te weren. Van 2014-2018 werd het tracé van de Noorderbrugaanlanding op de westelijke Maasoever verschoven, zodat dit niet langer aansloot op de singels. De verkeersintensiteit op de Frontensingel en Statensingel is daarna afgenomen, waardoor de barrièrewerking van deze straten tussen de binnenstad en het nieuwe Frontenpark is verkleind. Tevens zijn de twee delen van het park, de Hoge en Lage Fronten, middels een tunnel onder de Cabergerweg met elkaar verbonden. Op de hoek van de Maagdendries en de Statensingel verrees in 2012 een groot appartementengebouw als onderdeel van het Plan Lindenkruis.

## Architectuur, bezienswaardigheden

### Volkshuisvesting

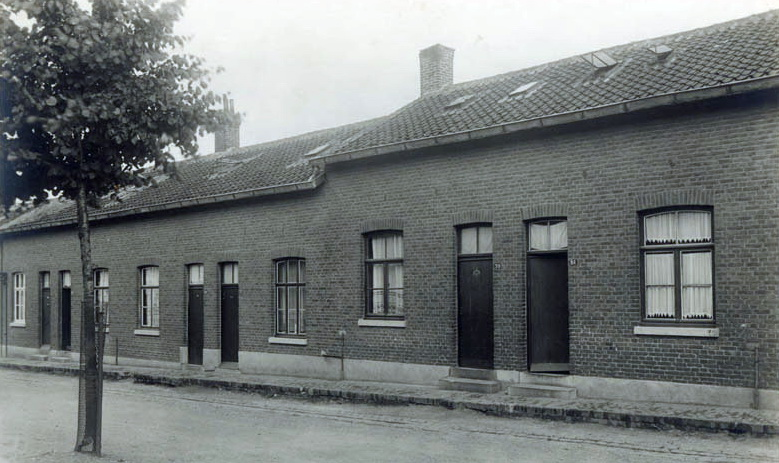
Arbeidershuisjes in de jaren '20 gefotografeerd (later verhoogd)

Aan de Statensingel liggen voorbeelden van volkshuisvesting uit verschillende periodes. Deze liggen met name in het noordelijk deel van de straat. Diverse woningbouwcomplexen hebben de status van gemeentelijk monument. Van de kleine, uit één verdieping bestaande arbeidershuisjes bij de hoek met de Capucijnenstraat (bouwjaar onbekend) zijn er nog slechts twee in originele staat (plus een rijtje aan de Capucijnenstraat); de andere woningen zijn in de jaren 1970 of '80 uitgebreid met een extra verdieping. Op nummer 65-79 ligt een rijtje van acht beambtenwoningen uit 1880, mogelijk de oudste huizen in de straat. Ze zijn gebouwd in opdracht van fabrieksdirecteur Pierre (II) Regout. Op nr. 65-67 is een jaarsteen ingemetseld met het opschrift "R-P 1880", wat staat voor Regout-Polis (en het bouwjaar). Statensingel 81-113 (samen met Herbenusstraat 64-96) bestaat uit 34 arbeiderswoningen uit 1900. Statensingel 115-145 is onderdeel van een cluster traditionalistische arbeiderswoningen, ontworpen door Joseph Cuypers in 1919 voor de Bouwvereniging St. Mathias. Opvallend is het gebruik van diverse soorten Limburgse mergel in combinatie met baksteen, soms in speklagen, meestal met een plint van Kunrader kalk. Statensingel 86-136 is een complex van arbeiderswoningen, gebouwd in 1929 in opdracht van de woningbouwvereniging Sint Mathias in traditioneel-ambachtelijke stijl. Het aansluitende rijtje met de nrs. 26-84, in 1930 ontworpen door Alphons Boosten, wijkt qua vormgeving slechts in detail af. Ze zijn iets groter van opzet, maar hebben dezelfde kenmerkende rode pannendaken.

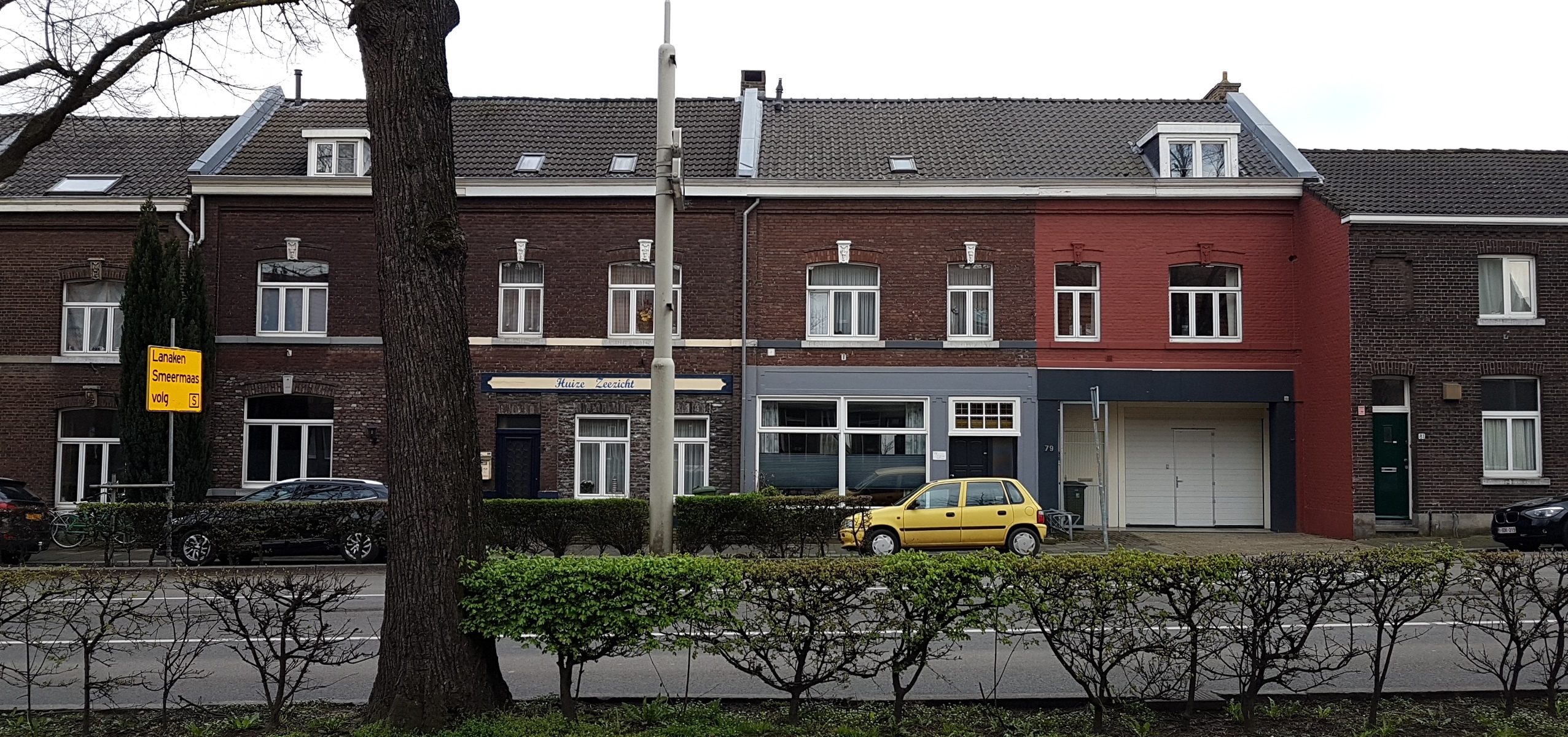
Statensingel 65-79 (deels)
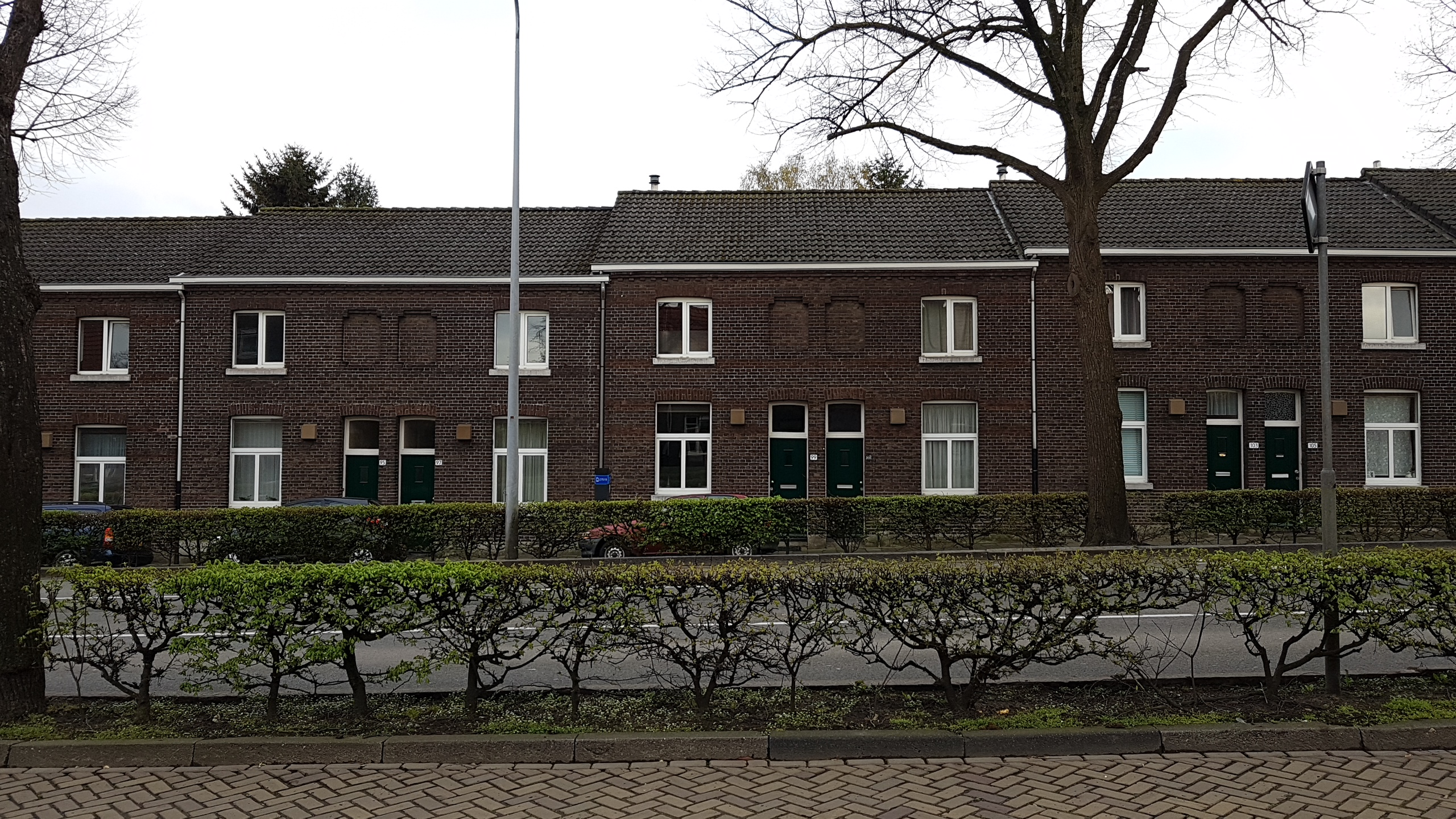
Statensingel 81-113 (deels)
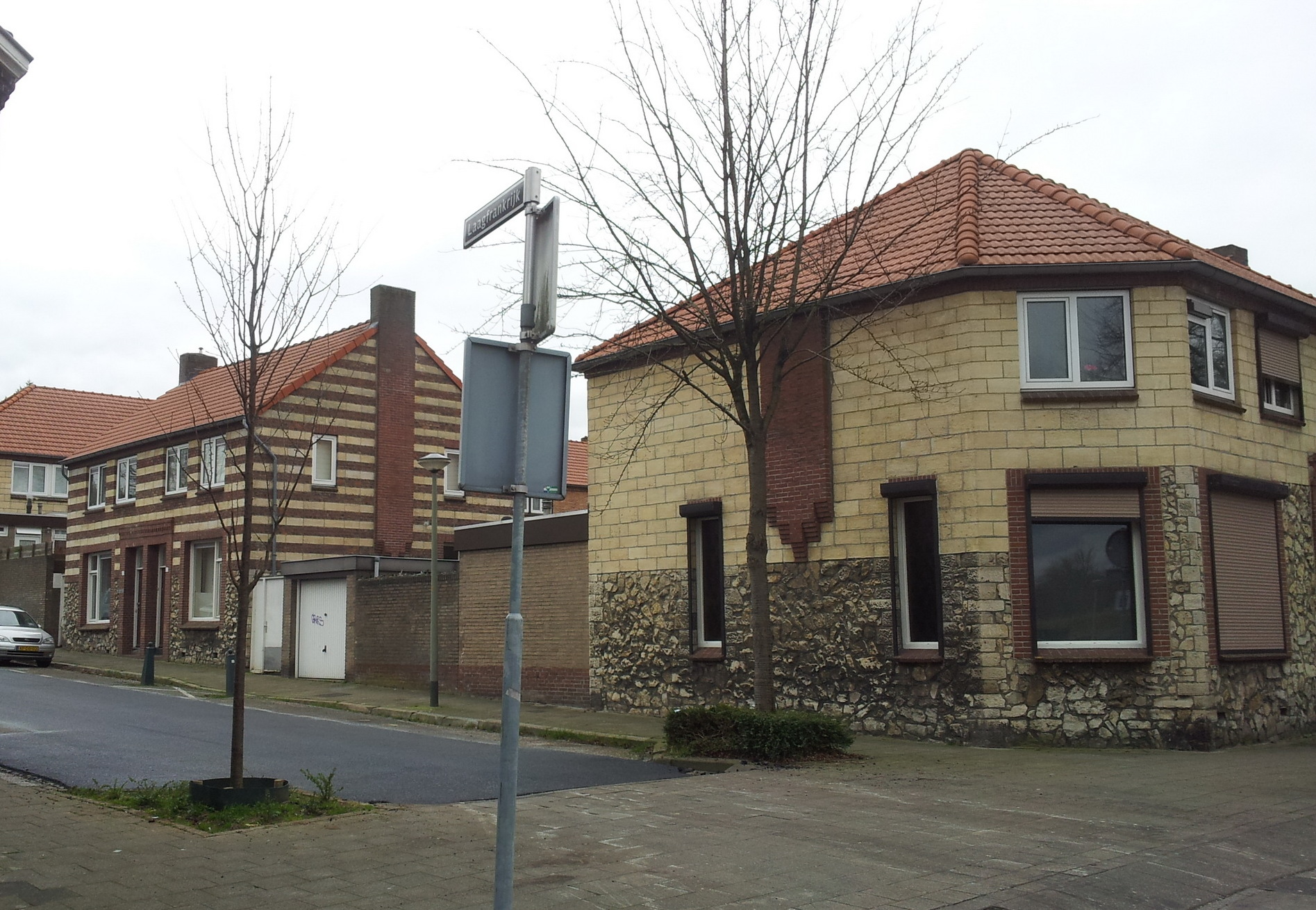
Statensingel 115-145 (deels)
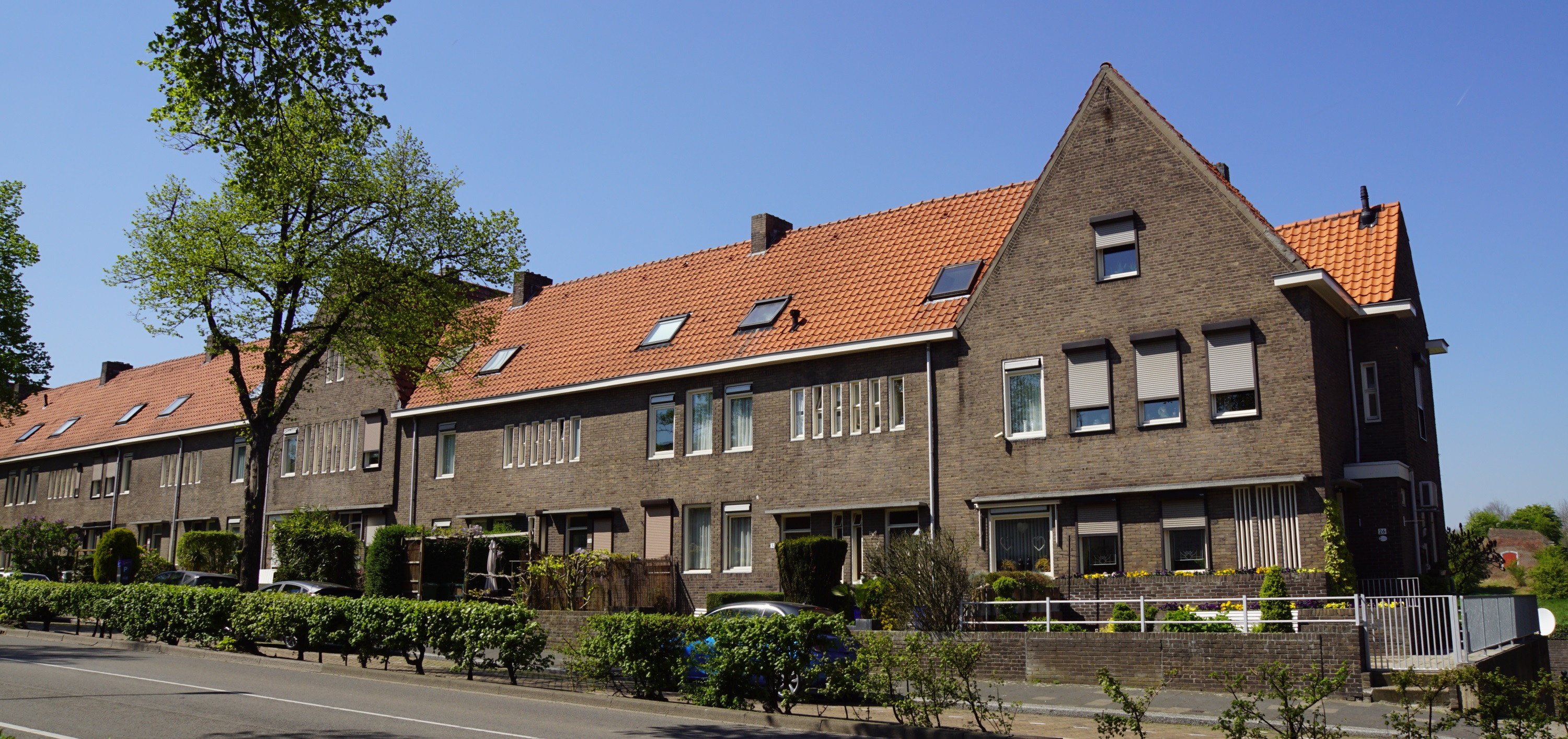
Statensingel 26-84 (deels)

### Overige gebouwen

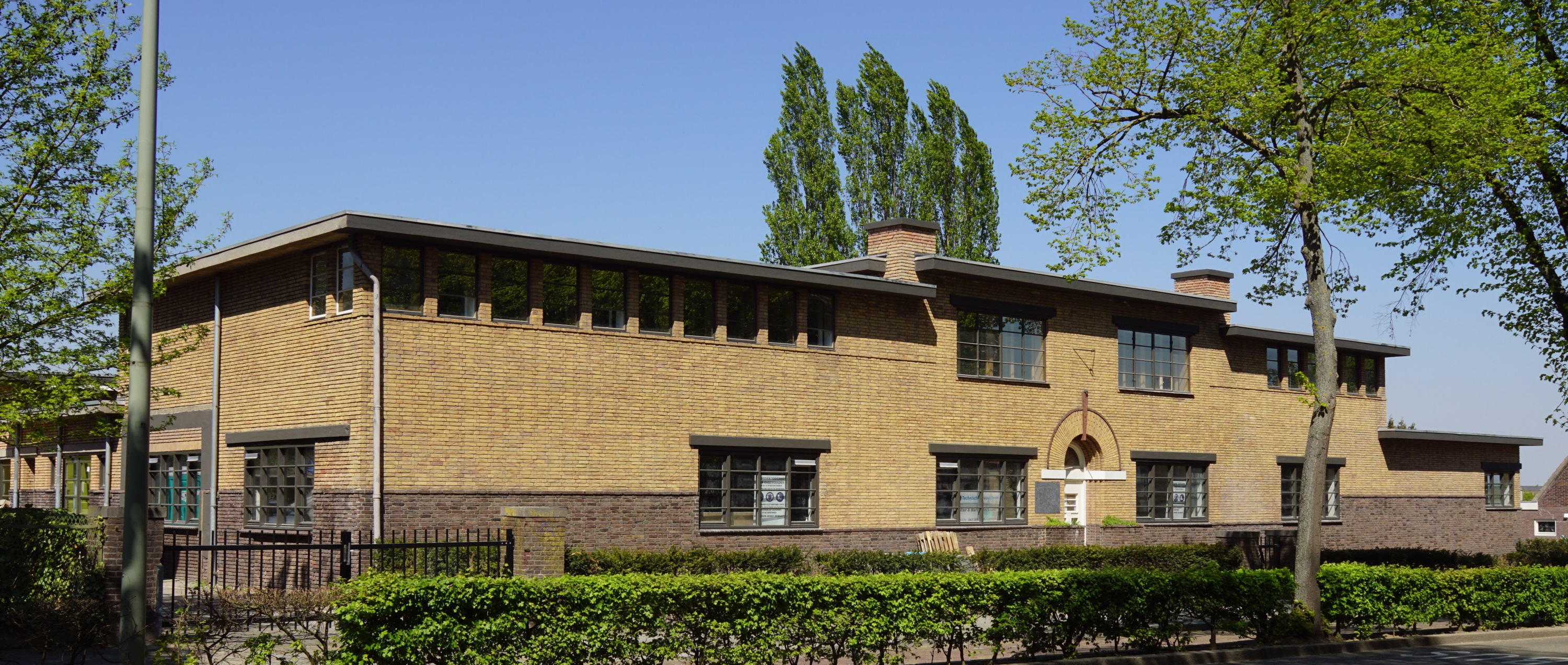
Voormalige zuivelfabriek uit 1930-33

De vier herenhuizen op nrs. 1-7 dateren waarschijnlijk uit omstreeks 1900. Op nr. 13 ligt een voormalige brouwerij in neoromaanse stijl uit 1904, eigendom van de bekende bierbrouwersfamilie Rutten; op de hoek ernaast ligt een koffiehuis uit dezelfde periode. Op de nummers 138 en 140 liggen de voormalige coöperatieve zuivelfabriek St. Servatius met de bijbehorende directeurswoning, beide omstreeks 1930 gebouwd door A. Deusen en/of W.J. Sandhövel. Tussen de Kazemattenstraat en het Koningin Emmaplein staan voornamelijk herenhuizen; aan de oneven zijde (zuidoostzijde) daterend uit het eerste decennium van de 20e eeuw; aan de even zijde voornamelijk uit de jaren 1930. Statensingel 18 is een stadswoning van Jean Huysmans uit 1949.

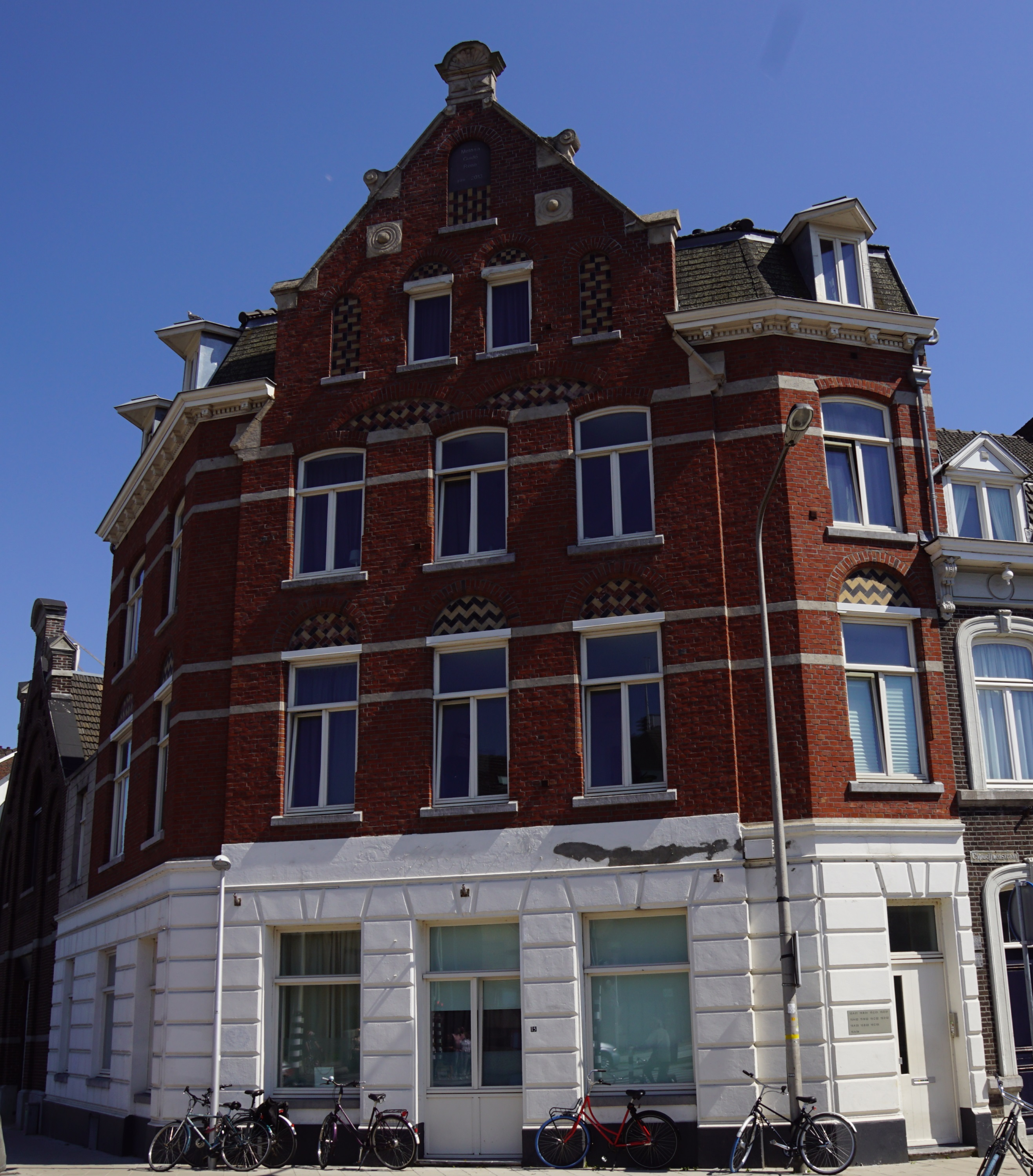
Vm. koffiehuis, nr. 15-15A
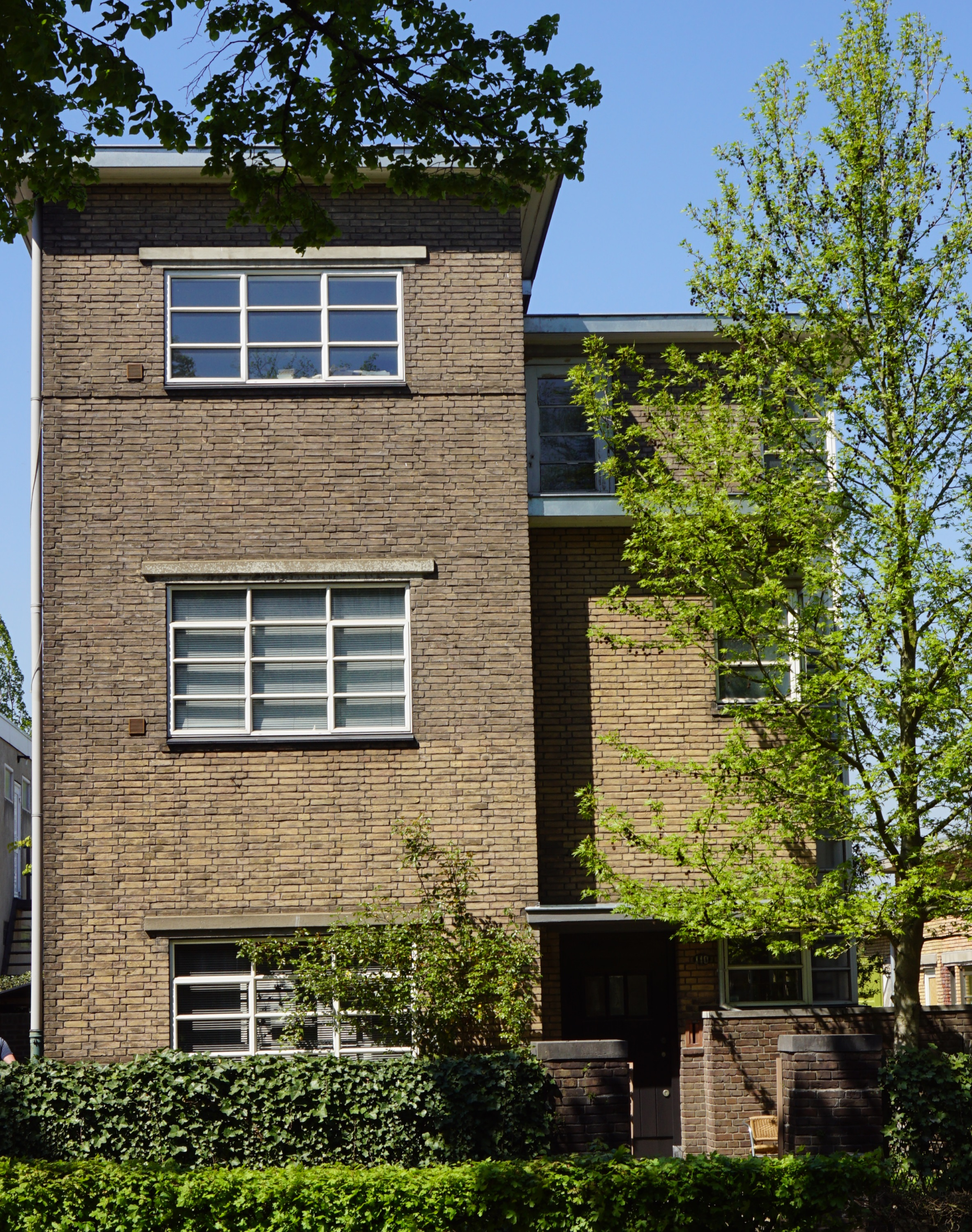
Directeurswoning, nr. 140
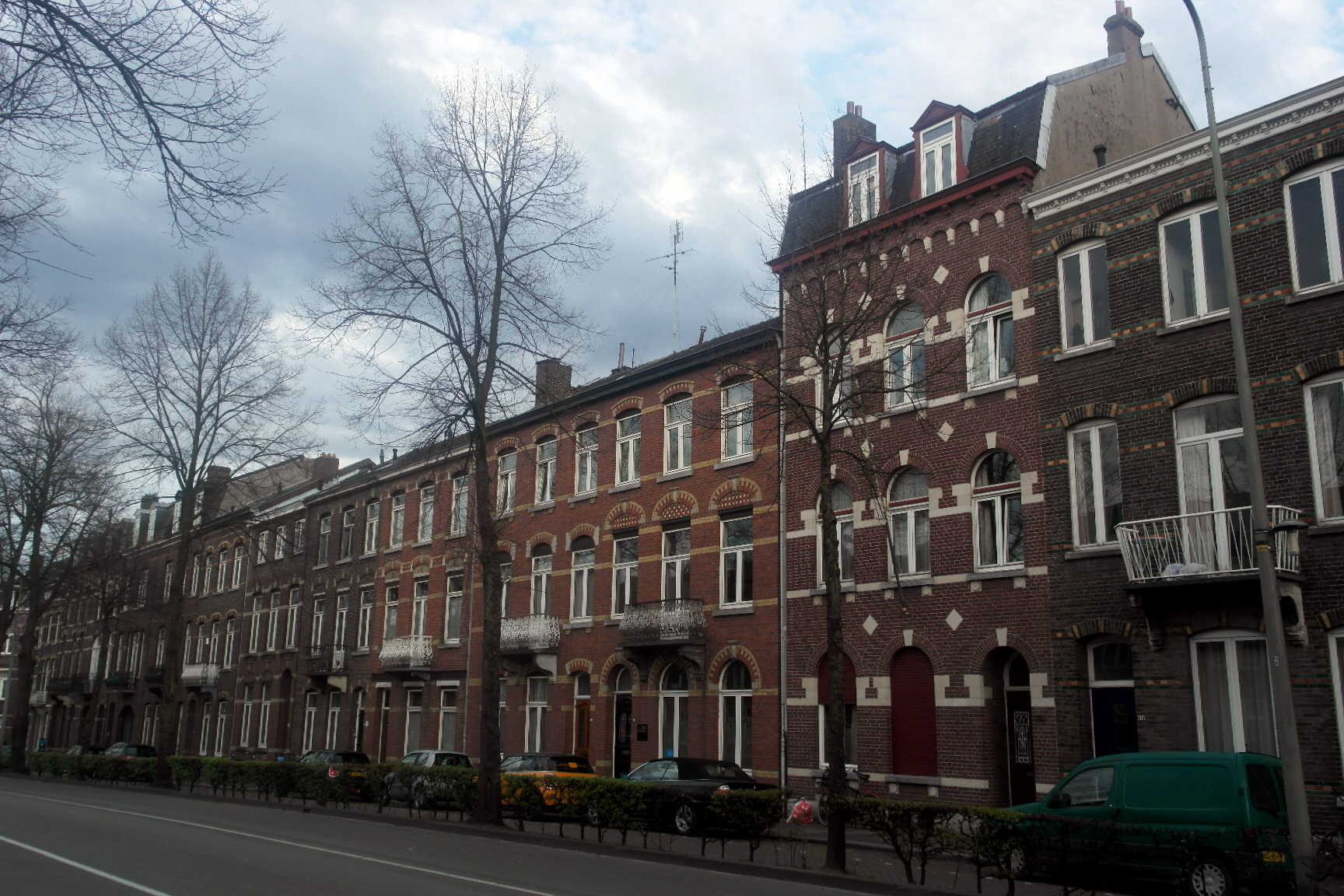
Herenhuizen oneven zijde
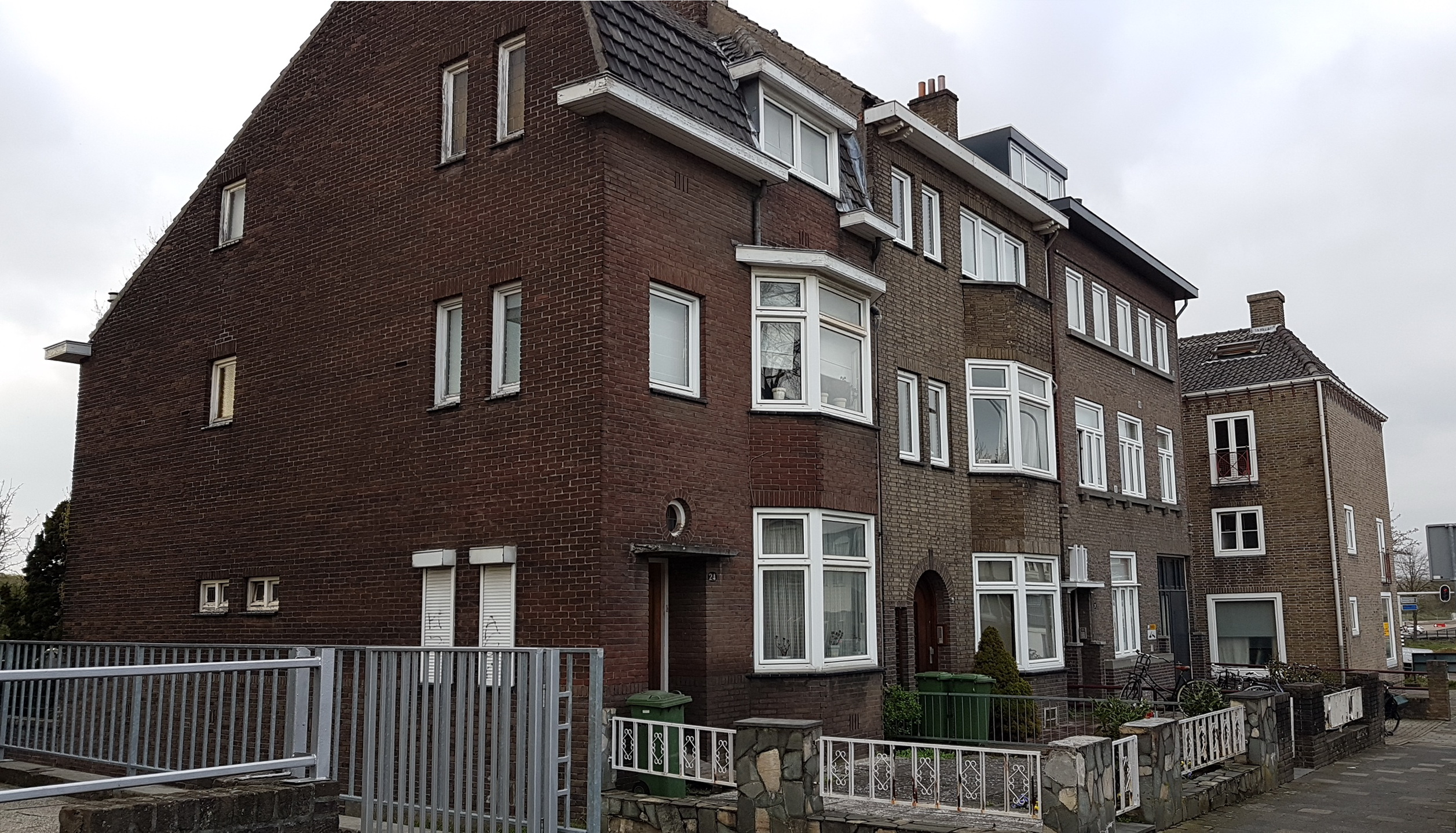
Herenhuizen even zijde

### Natuur, cultuurhistorie en kunst
De natuurontwikkeling in het Frontenpark is grotendeels spontaan verlopen. Door middel van begrazing door schapen wordt getracht de begroeiing onder controle te houden. Op en tussen de voormalige verdedigingsmuren, aarden wallen en droge grachten groeien algemene en zeldzame plantensoorten. Ook komen er enkele beschermde diersoorten voor, onder andere muurhagedis, levendbarende hagedis, bruine kikker, hazelworm en wijngaardslak. Verder kunnen er diverse soorten muizen en vleermuizen, vossen, bunzingen, egels en een vijftigtal soorten vogels worden aangetroffen.
De Linie van Du Moulin is het best bewaarde gedeelte van de vestinggordel van Maastricht. Vlak achter de Statensingel ligt het bastion Saxen. Het oorspronkelijke bastion dateert uit 1688, was echter in 1771 al enigszins aangepast, en werd in 1776 door de aannemer J. Cazaux opnieuw verbouwd naar het ontwerp van Du Moulin. Cazaux voegde onder andere de concaaf gebogen flanken toe en in de keel van het bastion een kazemat en kruitkelder. De gerestaureerde kazemat heeft een bakstenen frontmuur met een deur en twee vensters.
De muurschildering Grenzenloos samenwerken van de Belgische kunstenaar Eddie van Hoef uit 1991 is sinds 2012 door een nieuwbouwproject op de hoek van de Maagdendries aan het oog onttrokken. Slechts een klein deel is in de hal van het appartementengebouw gekopieerd. Enkele huizen verderop, op nr. 9, is de pui van een opvanghuis van het Leger des Heils met een muurschildering bedekt. In de tuin van het kantoor- en woongebouw Frontenveste (hoek Cabergerweg) bevindt zich een stalen kunstwerk van Jef Ubaghs uit 1984, Samenwerken genaamd.

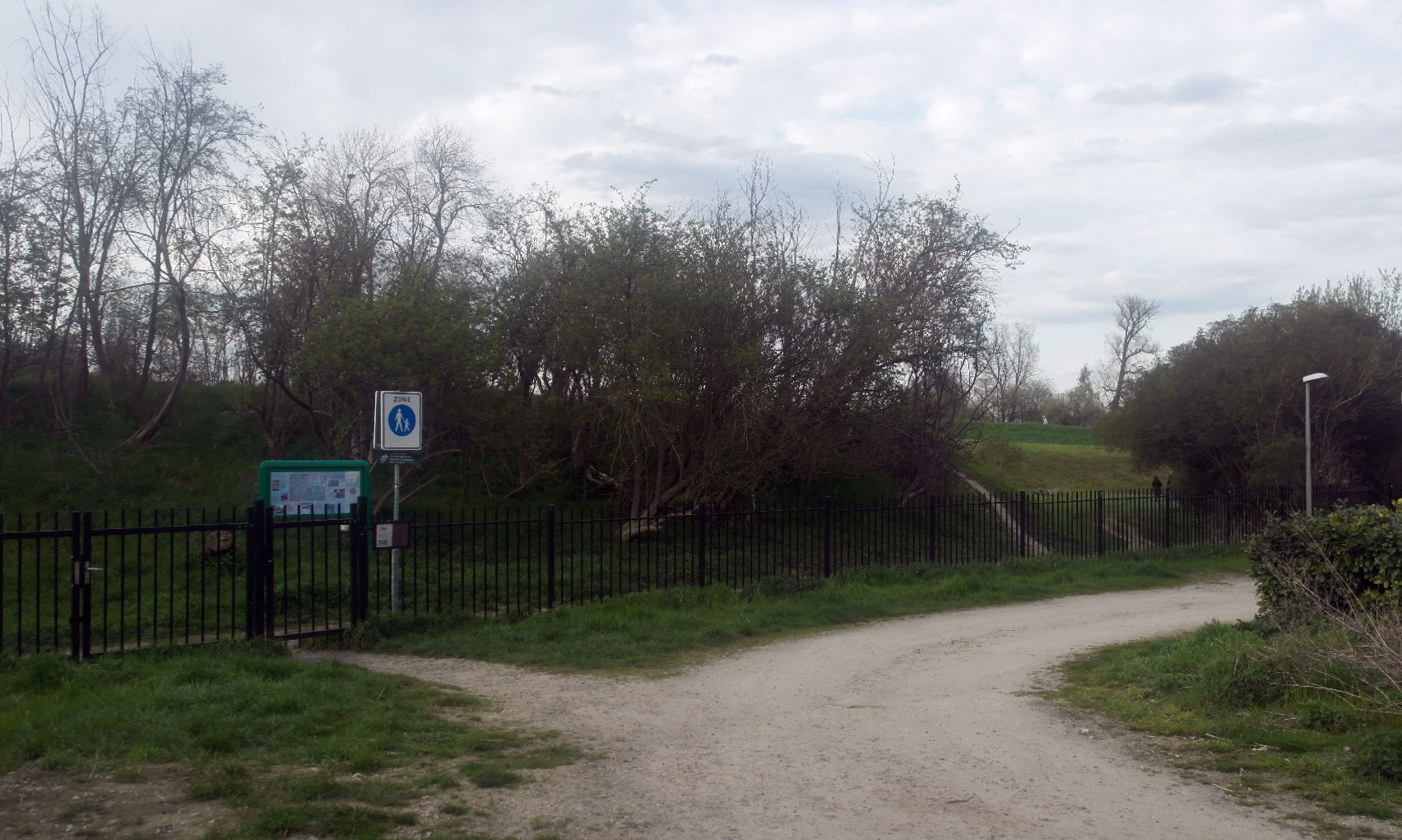
Frontenpark achter Verlengde Zakstraat
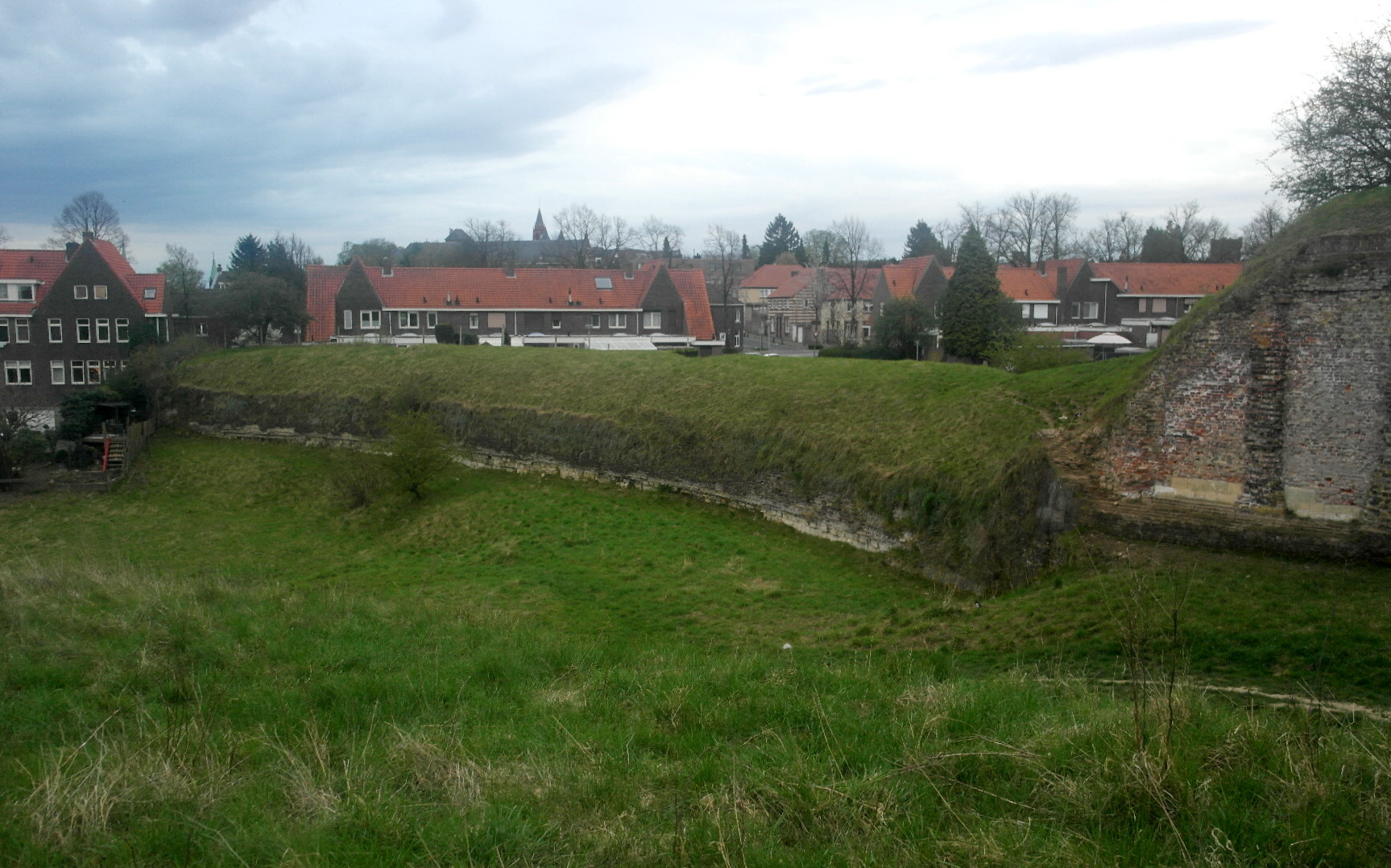
Bastion Saxen achter Laagfrankrijk
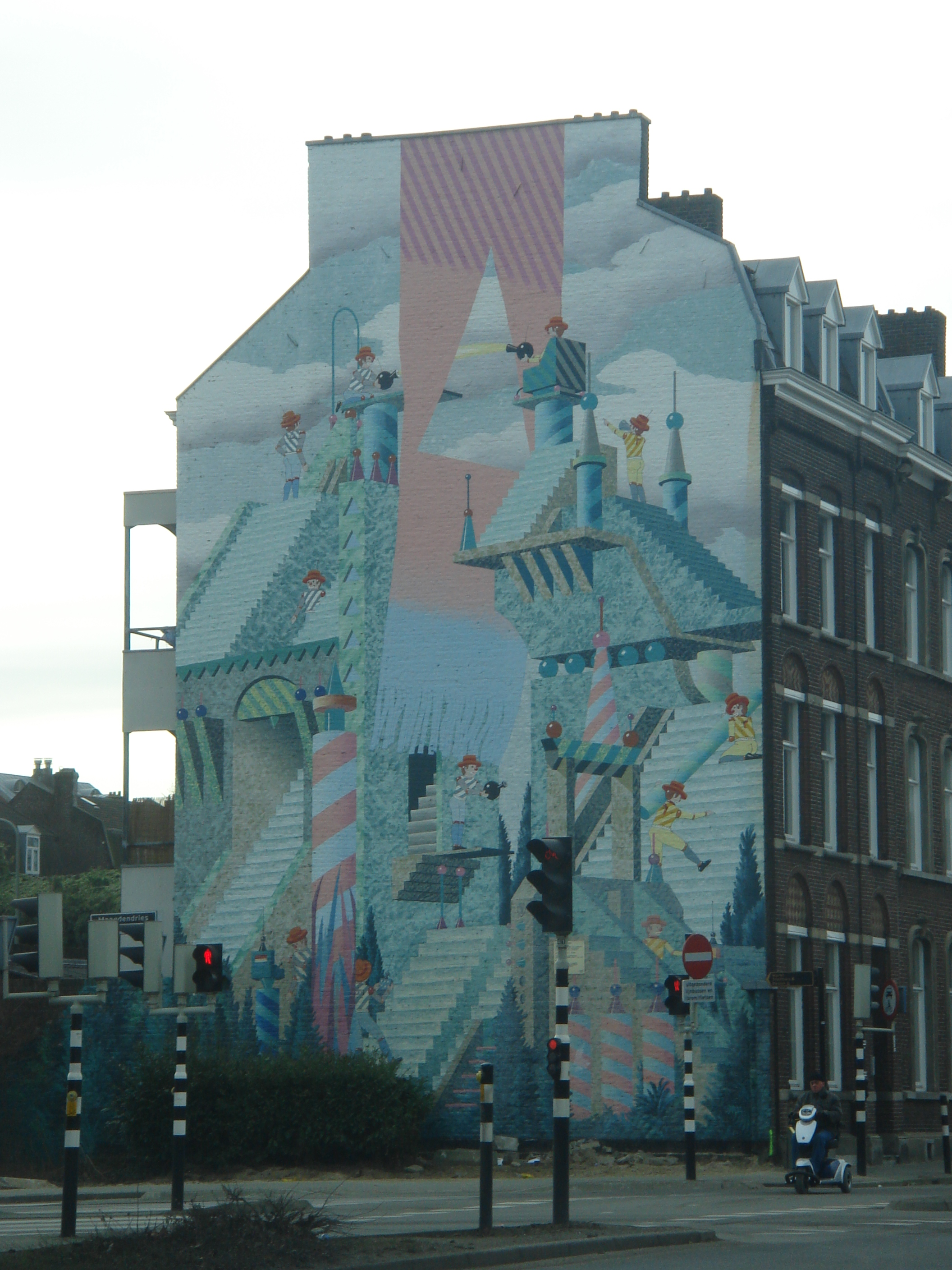
Voormalige muurschildering Statensingel 1
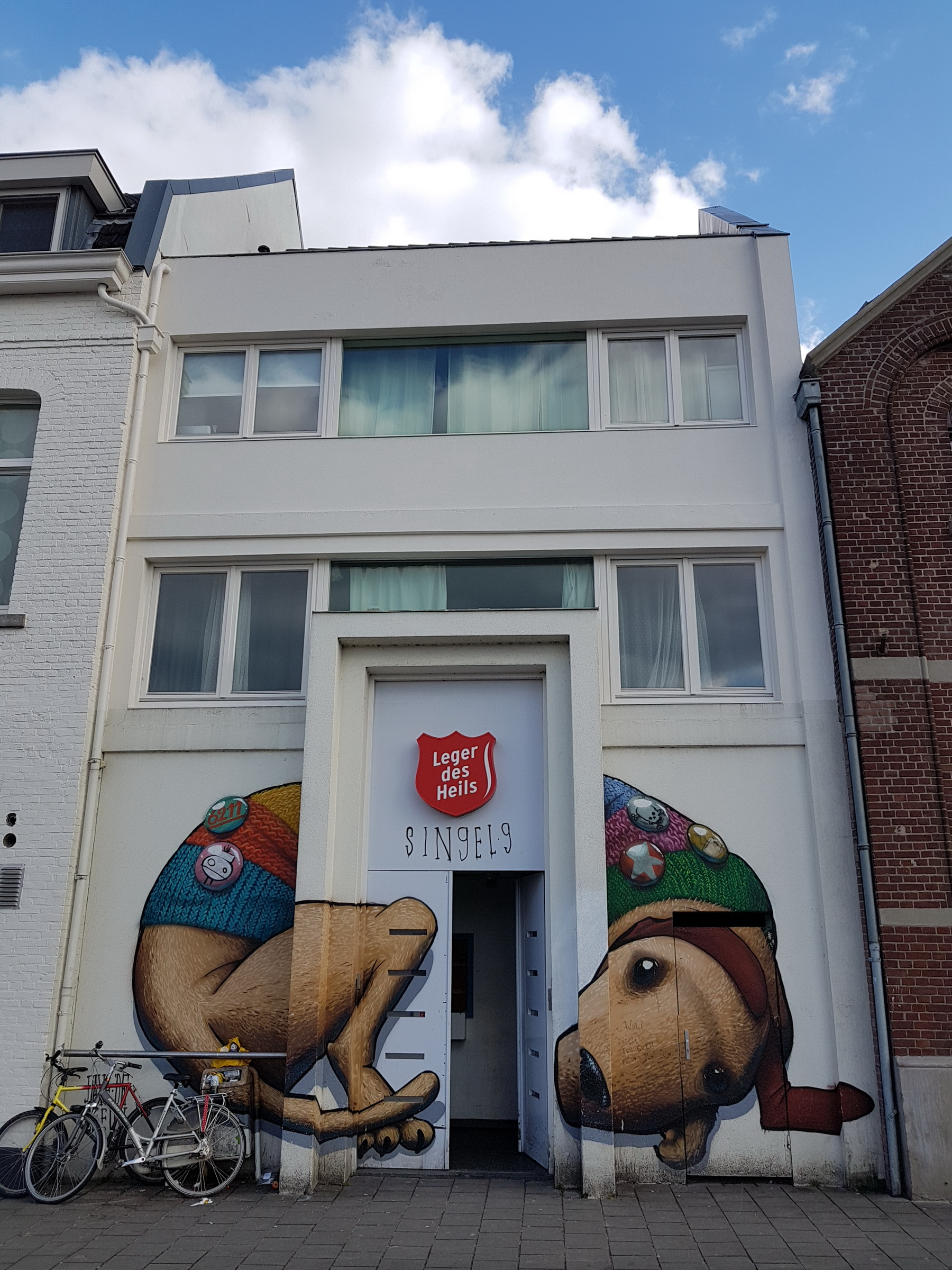
Muurschildering Statensingel 9